# Lasioglossum viridiscitum
Lasioglossum viridiscitum is een vliesvleugelig insect uit de familie Halictidae. De wetenschappelijke naam van de soort is voor het eerst geldig gepubliceerd in 1911 door Cockerell.